# Associated British Cinemas
Associated British Cinemas (ABC Cinemas) war eine Kinokette in Großbritannien, die von 1927 an bestand. Ihr Gründer war der schottische Filmproduzent John Maxwell, der 1912 zunächst in das The Prince's Cinema in Glasgow investierte und bei der Gründung von ABC Cinemas insgesamt 29 Spielstätten betrieb. Im Juli 1929 waren es bereits 80 Kinos, Ende 1931 hatte sich die Kette auf mittlerweile 160 Spielstätten erweitert.
Bald wurden die ABC Cinemas mit der schon 1926 von Maxwell gegründeten Produktionsfirma British International Pictures (BIP) in eine gemeinsame Holding überführt. Deren Name wurde 1933 in Associated British Picture Corporation (ABPC) geändert. Nach dem Tod Maxwells 1940 erwarb die US-amerikanische Warner Bros.-Company einige Anteile an dem Unternehmen, außerdem wurde eine Kooperation mit dem Unternehmen bei der Distribution der Filme eingegangen.
1951 verfügte ABC Cinemas über ca. 400 Abspielstätten, in den Folgejahren wurden jedoch mehr Kinos geschlossen oder verkauft als (neu-)eröffnet, bis 1965 nur noch 267 Kinos betrieben wurden. Der Marktanteil von ABC Cinemas lag in dem Jahr bei ca. 13 Prozent, im Vergleich zu 1951 hatte die Gruppe damit im Vergleich zu anderen zulegen können, weil sie weniger Kinos als andere Anbieter schließen mussten. ABC Cinemas hatte einen hohen Anteil großer Kinos (mit jeweils 1.500 Plätzen oder größer) und konnte es daher auf einen Anteil von ca. 20 Prozent der Kinoplätze bringen. Die Spielstätten konzentrierten sich zudem in London und weiteren größeren Städten Großbritanniens, in Kleinstädten und im ländlichen Bereich war ABC Cinemas vergleichsweise wenig vertreten.
Insgesamt galten die ABC Cinemas bis mindestens weit in die 1970er-Jahre hinein neben der Rank Organisation mit seiner Odeon-Kette als mächtigste Kinokette Großbritanniens.